# Kukarinskaja
Kukarinskaja (ros. Кукаринская) – przystanek kolejowy w miejscowości Szykołowo, w rejonie możajskim, w obwodzie moskiewskim, w Rosji. Położony jest na linii Moskwa – Mińsk – Brześć.